# Joseph N. Dolph

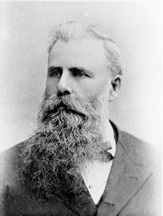
Joseph N. Dolph

Joseph Norton Dolph (* 19. Oktober 1835 in Dolphsburg, Tompkins County, New York; † 10. März 1897 in Portland, Oregon) war ein US-amerikanischer Politiker (Republikanische Partei), der den Bundesstaat Oregon im US-Senat vertrat.

## Werdegang
Joseph Dolph besuchte öffentliche und private Schulen im Staat New York sowie das Genesee Wesleyan Seminary, ein theologisches Seminar der Methodistenkirche in Lima. Danach studierte er die Rechtswissenschaften und wurde 1861 in die Anwaltskammer aufgenommen, woraufhin er im Schuyler County zu praktizieren begann. Außerdem arbeitete er als Lehrer.
Nachdem er Bücher über den Westen der Vereinigten Staaten gelesen hatte, entschied er sich 1862, selbst dort hinzuziehen. Er und sein jüngerer Bruder Cyrus, der später ein erfolgreicher Unternehmer in der Eisenbahnbranche wurde, schlossen sich dem Oregon Trail an und wirkten im Oregon Escort mit, einer Schutztruppe zur Abwehr von Indianerangriffen auf die Siedler. Schließlich ließ Dolph sich dauerhaft in Portland nieder, wo er wieder eine Anwaltskanzlei betrieb. Von 1864 bis 1865 war er Prozessanwalt der Stadt, danach dann bis 1868 Bundesstaatsanwalt für den Bezirk Oregon. 1864 heiratete er Augusta Mulkey, mit der er sechs Kinder hatte.
Im Jahr 1866 wurde Dolph erstmals als Vertreter des Multnomah County in den Senat von Oregon gewählt; 1872 und 1874 gelang ihm jeweils die Rückkehr in diese Parlamentskammer. Schließlich wurde er 1882 von den Mitgliedern der Oregon Legislative Assembly in den US-Senat gewählt, was insofern eine Überraschung war, da er zunächst gar nicht zum Kandidatenkreis gezählt hatte. Als die Parlamentsmitglieder sich jedoch auf keinen anderen Bewerber einigen konnten, wurde immer öfter Dolphs Name genannt, der schließlich eine Mehrheit auf sich vereinigen konnte. Er saß ab dem 4. März 1883 im Kongress und übernahm unter anderem den Vorsitz des Committee on Coast Defenses sowie des Committee on Public Lands. 1888 gelang ihm die Wiederwahl, die er sechs Jahre später verfehlte, woraufhin er den Senat am 3. März 1895 verlassen musste.
In der Folge war Joseph Dolph wieder als Anwalt in Portland tätig. Für seine Kanzlei arbeiteten unter anderem Joseph Simon, John H. Mitchell und Rufus Mallory, die ebenfalls für Oregon im Kongress saßen. Zu den Klienten zählte beispielsweise Henry Villard, der Präsident der Northern Pacific Railway; er vertrat außerdem die Interessen der Oregon and California Railroad. Joseph Dolph verstarb 1897 in Portland und wurde dort auch beigesetzt. Die Stadt Dolph im Tillamook County trägt seinen Namen. Sein Neffe Frederick W. Mulkey wurde ebenfalls US-Senator für Oregon.